# Jerry Weintraub
Jerome Charles "Jerry" Weintraub, född 26 september 1937 i Brooklyn i New York, död 6 juli 2015 i Santa Barbara i Kalifornien, var en amerikansk filmproducent, talangscout och konsertpromotor.

## Biografi
Weintraub inledde sin karriär som talangscout och hjälpte bland annat en ung, relativt okänd John Denver att skapa sin karriär med hjälp av konserter, tv-program och filmroller. Weintraub har även satt upp konsertturnéer med artister som Elvis Presley, Frank Sinatra, Neil Diamond, Bob Dylan och rockgruppen Led Zeppelin.
Från 1970-talet och framåt blev Weintraub allt mer involverad i filmprojekt som producent. Han var bland annat producent för Nashville (1975), Karate Kid: Sanningens ögonblick (1984) och dess uppföljare samt Ocean's Eleven (2001) och dess två uppföljare.

## Filmografi i urval
- 1975 – Nashville
- 1977 – Idolen är död
- 1977 – Min polare Gud
- 1980 – Lockbetet
- 1981 – Nattöppet
- 1982 – Fiket
- 1984 – Karate Kid: Sanningens ögonblick
- 1986 – Karate Kid II: Mästarprovet
- 1987 – Briljanta bedragare
- 1989 – Karate Kid III: Man mot man
- 1992 – Upprottet
- 1993 – Firman (endast roll)
- 1994 – Karate Kid: Mästarens nya elev
- 1994 – Specialisten
- 1998 – Hämnarna
- 2001 – Ocean's Eleven (även roll)
- 2002 – Confessions of a Dangerous Mind (endast roll)
- 2002 – Full Frontal (endast roll)
- 2004 – Ocean's Twelve (även roll)
- 2007 – Ocean's Thirteen (även roll)
- 2007 – Kitty och Hollywoodmysteriet
- 2010 – The Karate Kid
- 2013 – Mitt liv med Liberace